# گل‌خورک گینه نو
گل‌خورک گینه نو (نام علمی: Periophthalmus novaeguineaensis) نام گونه‌ای از سرده گل‌خورک‌ماهی است.